# Clitaetra irenae
Clitaetra irenae är en spindelart som beskrevs av Kuntner 2006. Clitaetra irenae ingår i släktet Clitaetra och familjen Nephilidae. Inga underarter finns listade i Catalogue of Life.